# Первый раздел Бенгалии
Первый раздел Бенгалии (1905—1911) — неудачная попытка раздела историко-культурной области Бенгалия английскими колониальными властями Индии. 16 октября 1905 года лорд Керзон, британский вице-король Индии, отдал приказ о разделе Бенгалии. Но из-за начавшихся, в том числе и под влиянием русской революции 1905 года, национально-освободительных волнений обе Бенгалии, Восточная и Западная, вновь были объединены в одну административную единицу в 1911 году. Второй раздел Бенгалии пришёлся на 1947 год, когда Индия обрела независимость, и Бенгалия была вновь разделена на две части по религиозному признаку. Восточная часть Бенгалии, где преобладали мусульмане, отошла к Восточному Пакистану (позже — Бангладеш), западная часть — к современной Индии с центром в городе Калькутта.

## Предпосылки
Бенгалия, занимавшая дельту реки Ганг и располагавшаяся на перекрёстке речных, морских и сухопутных путей, в конце XIX века представляла собой наиболее развитую часть Британской Индии. Насколько это было возможно в условиях колониального гнёта англичан, бенгальцы, несмотря на разделение по религиозному признаку, довольно сплочённо начали защищать национальные интересы своего региона. Родным для бенгальцев является бенгальский язык. После XV века бенгальцы в религиозном отношении разделились на две крупные группы — исповедующих традиционный индуизм и пришедший извне ислам. Только незначительная часть мусульман Бенгалии принадлежит к потомкам старинных мусульманских завоевателей Индостана (моголов, арабов, тюрок). Большинство же их (98 %) представляло собой обратившихся с течением времени в более мобильный в социальном плане ислам индуистов, не желавших мириться с кастовыми барьерами. Стараясь укрепить британское правление в Индии, англичане инициировали раздел, стремясь и дальше пользоваться религиозными различиями народа в русле своей традиционной политики «разделяй и властвуй». Но в начале XX века основной задачей как индуистов, так и мусульман было свержение британского режима, а не выкраивание национально-религиозных округов. В 1911 году, после непрекращающихся волнений свадеши, единая Бенгалия была восстановлена.